# 美頜龍屬
美頜龍屬又稱細顎龍、美顎龍、細頸龍、新顎龍、秀顎龍，是一屬小型的雙足肉食性獸腳亞目恐龍。牠約有火雞的大小，生存於歐洲。古生物學家已發現兩個保存良好的化石，一個於1850年代在德國發現，另一個是在將近一個世紀後於法國發現。美頜龍是幾類確知其食性的恐龍之一，在兩個標本的體內都有小型的蜥蜴化石。在葡萄牙發現的牙齒有可能也屬於美頜龍。牠的名字是來自古希臘文的「κομψος」（意即美麗）及「γναθος」（意即顎或頜）。
美頜龍的兩個化石都是較為完整的骨骼。目前的已承認種只有長足美頜龍（C. longipes）。不過，在1970年代於法國發現的較大標本，曾被認為是另一個種，而被命名為C. corallestris。德國標本目前被發現是個幼年個體，兩個標本屬於相同物種。直到1990年代在亞洲發現許多更小型的恐龍以前，美頜龍曾被認為是最小型的非鳥型恐龍，也一度被認為是始祖鳥的近親。因此在古生物學界之外，美頜龍也是廣為大眾所熟悉的恐龍之一。

## 描述

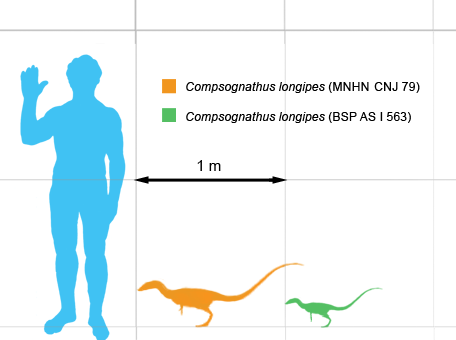
兩個美頜龍標本的重建體型，分別為法國出土的MNHN CNJ 79（橘色，成年個體）與德國出土的 BSP AS I 563（綠色，幼年個體）

幾十年來，美頜龍都被描述為最小型的恐龍。第一個發現的美頜龍標本只有約1公尺長，拥有小下颚和长脚。但是之後發現的小型恐龍，如亞洲近頜龍、小盜龍及小馳龍的體型更小型。根據最大型的標本，美頜龍的體重被估計重約0.83到3.5公斤。
美頜龍是一小型、雙足的動物，有著長的後肢及尾巴，長尾巴可在移動時平衡身體。前肢比後肢小，手掌有三指，都有著利爪，用來抓捕獵物。頭顱骨細緻、窄長，鼻端呈錐形。頭顱骨有五對洞孔，最大的是其眼窩。眼睛相對於頭顱骨的比例很大。
下頜修長，但沒有下頜孔（Mandibular fenestrae），這是主龍類的常見特徵。牙齒小而鋒利，適合吃小型的脊椎動物及其他動物，如昆蟲。除了在前上頜骨的前段牙齒外，其他的牙齒都有著鋸齒邊緣、大幅彎曲。科學家們就是用這個特徵來辨別美頜龍及牠的近親。

## 發現及物種

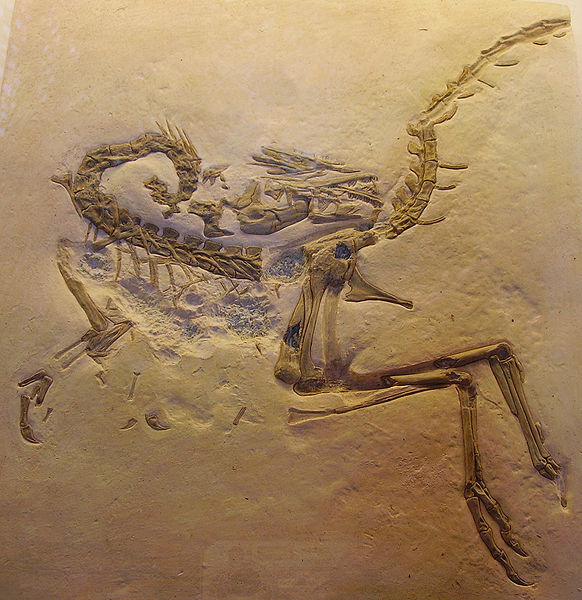
於1850年代在德國巴伐利亞發現的美頜龍化石。這是存放在牛津大學自然史博物館的塑像。化石保存在顆粒細致的石灰岩板中，該個體死後萎縮，導致頸部後彎，部分指骨四散。

目前已發現的美頜龍標本是兩個接近完整的身體骨骼，一個標本是從德國發現，長約89公分，另一個標本則是從法國發現，長約125公分。德國標本（編號BSP AS I 563）是在1859年出土於巴伐利亞的索侯芬石灰岩層。索侯芬石灰岩層屬於提通階早期，曾發現了一些保存狀態完好的化石，例如有羽毛印痕的始祖鳥標本，一些翼龍目化石也有翼膜印痕。這個德國標本很可能來自於派恩滕組（Painten Formation），地質年代為啟莫里階最上層，約1億5080萬年前。其他的可能挖掘地點是Jachenhausen或高德堡（Goldberg），這兩地的地質年代都為提通階。在1859年，約翰·安德列亞斯·瓦格納（Johann A. Wagner）概略的描述這個標本，並命名為長足美頜龍（Compsognathus longipes）。之後在1861年才進行詳細的描述。接下來幾年，德國解剖學家卡爾·根格包爾（Karl Gegenbaur）、美國古動物學家愛德華·德林克·科普曾提出美頜龍、始祖鳥有類似處。 在1868年初，湯瑪斯·亨利·赫胥黎參考前述假設，比較美頜龍、始祖鳥的標本，赫胥黎發現兩者的差異只有手臂比例、有無羽毛，而推論美頜龍與始祖鳥是近親，而原始鳥類也與恐龍有親緣關係。而在1896年，奧塞內爾·查利斯·馬什確認這些美頜龍化石屬於恐龍。在1978年，約翰·奧斯特倫姆（John Ostrom）詳細的重新描述這個物種，令美頜龍成為當時最知名的小型獸腳亞目。德國標本目前在德國慕尼黑的巴伐利亞國家古生物和地質收藏館中展覽。

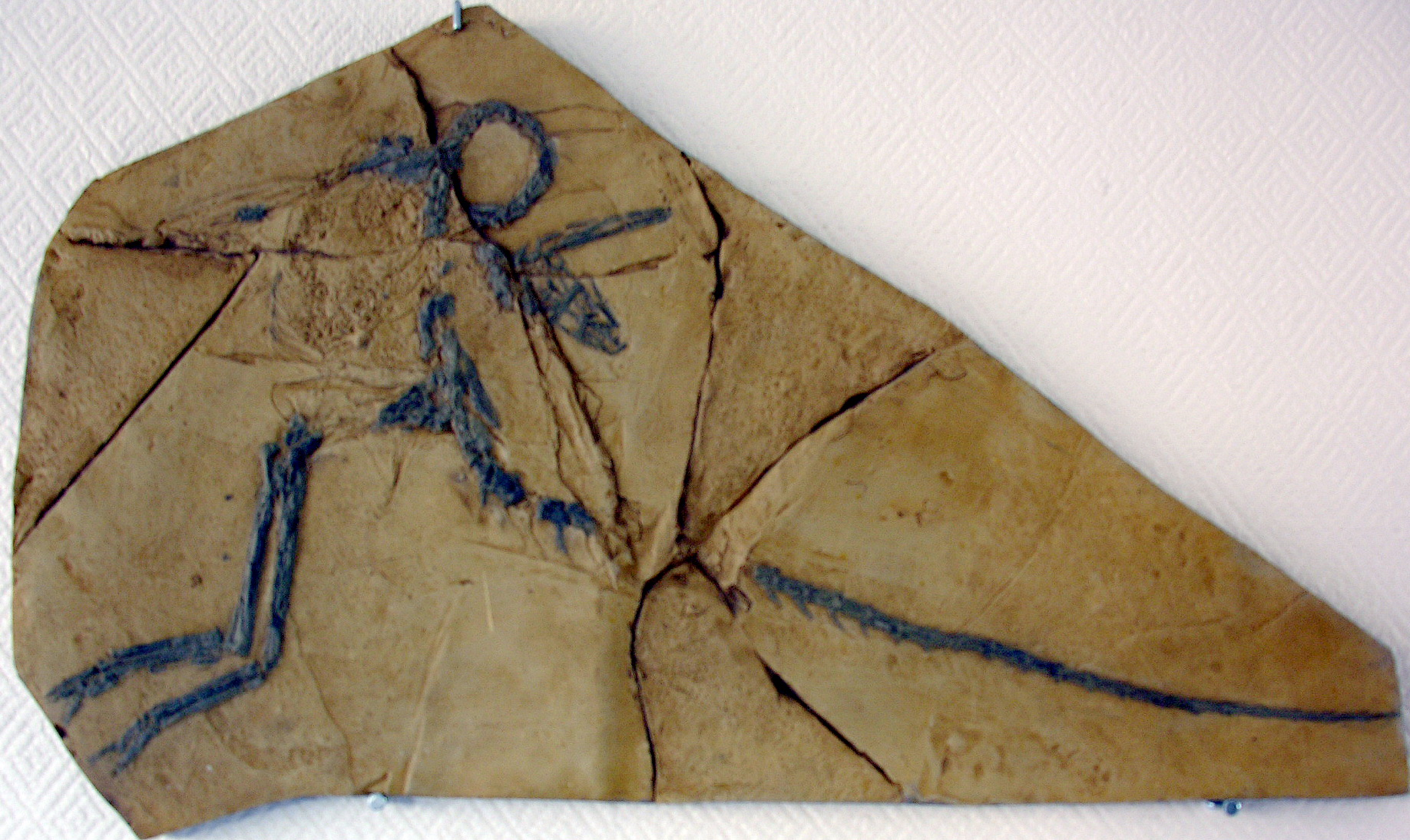
在法國發現的美頜龍化石

較大的法國標本（編號MNHN CNJ 79）是在1971年被發現於法國東南部尼斯附近的一個採石場，屬於波特蘭石灰岩層。該地層的地質年代為提通階早期。雖然它原先被命名為第二個種，C. corallestris，但於1991年被歸類為長足美頜龍的另一個標本。小型的德國標本被認為是長足美頜龍的幼年個體。在1983年，巴黎的國立自然歷史博物館得到了這個法國標本。
之後，化石收集者Heinrich Fischer在索侯芬石灰岩層發現的部份腳掌，曾被認為是屬於長足美頜龍。後來的研究推翻了這個主張，包含約翰·奧斯特倫姆在內。德國古生物學家弗雷德里克·馮·休尼（Friedrich von Huene）則維持新標本屬於美頜龍的意見。此外在1998年，Jens Zinke將發現於葡萄牙的49顆牙齒化石編入此屬，地質年代為啟莫里階。由於牙齒的鋸齒狀邊緣，這些牙齒化石不是列入長足美頜龍，而是列為美頜龍屬的未命名種（Compsognathus sp.）。
在1997年，Virginia Morell將中華龍鳥列為美頜龍的一個種，成為原始美頜龍（Compsognathus prima）但並沒有被普遍接納。

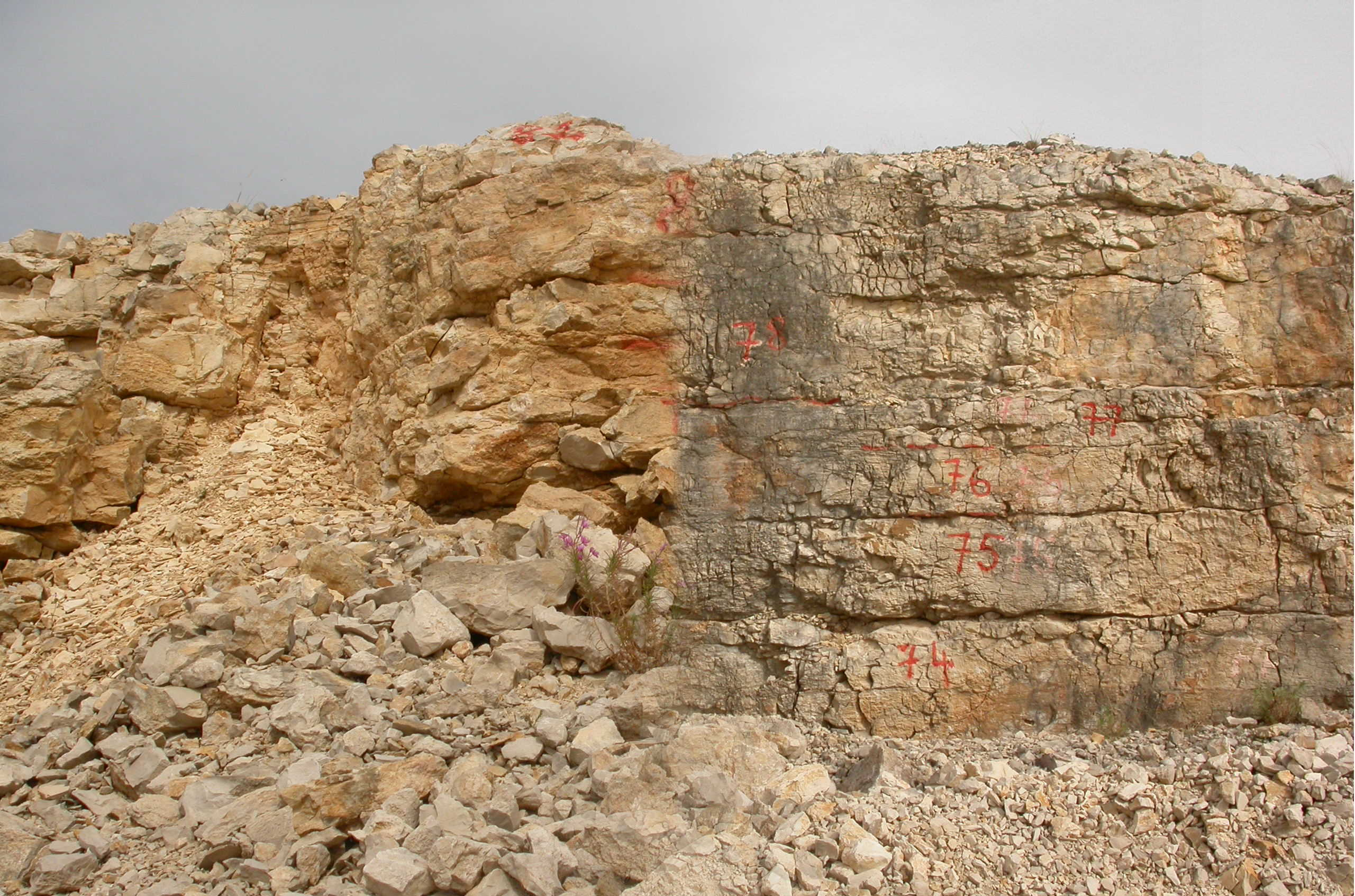
美頜龍的法國標本發現處

## 古生態學
在侏羅紀晚期，歐洲是一片乾旱及熱帶的群島，位於特提斯洋的邊緣。發現美頜龍的石灰岩層，源自於海洋生物的殼所生成的方解石。兩個發現美頜龍的地點都是座落於海灘與珊瑚礁之間的礁湖。與美頜龍生存於同時代與相同地區的動物，包括始祖鳥、喙嘴龍及翼手龍。發現美頜龍的地層，也發現一些海洋動物的化石，如魚類、介蟲、棘皮動物及海洋軟體動物，確定牠是棲息在海岸環境。這些地層沒有發現美頜龍以外的其他恐龍，可見這小型的恐龍是這些島上的頂級捕獵動物。

## 古生物學

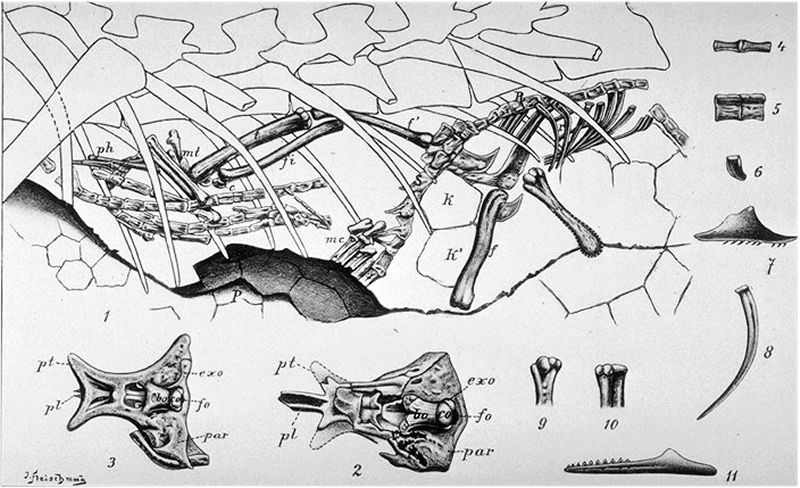
德國美頜龍標本胃內的描繪。

### 前肢
在19世紀發現的美頜龍德國標本，前肢只有二指，使科學家們以為牠們就是這樣。但是，後來發現的法國標本顯示美頜龍的前肢是有三指的，類似其他美頜龍科。德國標本的手掌沒有在化石化過程中保存下來，更有研究認為法國標本的手掌是有蹼的。在1975年出版的書籍《The Evolution and Ecology of the Dinosaurs》，美頜龍被描繪成為兩棲的恐龍，能夠捕獵水中的獵物，及逃離巨大的捕獵動物。但是，奧斯特倫姆卻證實了法國標本與德國標本除了體型外，幾乎是完全一樣的，繼而推翻了這個假說。

### 食性
德國標本胸腔內的蜥蜴化石，顯示美頜龍會捕獵小型的脊椎動物。在1881年，馬什研究了這個標本，並認為在美頜龍肚內的小型骨骼是胚胎。但在1903年，法蘭茲·諾普喬（Franz Nopcsa）研判這是一頭蜥蜴。奧斯特倫姆發現這些化石是屬於巴伐利亞蜥（Bavarisaurus），並從牠尾巴與四肢的長比例，認定牠能快速及靈活地奔跑。從這可推論美頜龍有著銳利視力，並能夠迅速的追上這種靈活的蜥蜴。美頜龍肚中的巴伐利亞蜥是完整的，可見牠是完整地吞下獵物。法國標本的胃部也有歸類不明的蜥蜴或喙頭蜥目。

### 蛋化石
在德國標本的附近發現了一些直徑約10公分的蛋。在1901年，德國古生物學家弗雷德里克·馮·休尼解釋這是骨化真皮。1993年的一個重新研究中，指出它們其實是未發展成熟的蛋。但是，後來的研究懷疑這些蛋是否屬於美頜龍屬，因為它們都是在體腔之外被發現。一個保存完好的中華龍鳥化石，在兩條輸卵管中有兩顆未生的蛋。由於中華龍鳥的蛋數量少，與標本的比例較大，使科學家更質疑這些蛋是否屬於美頜龍屬。在1964年，德國地質學家Karl Werner Barthel提出這個圓形物是屍體腐化時產生的氣泡。

### 羽毛及與鳥類的關係

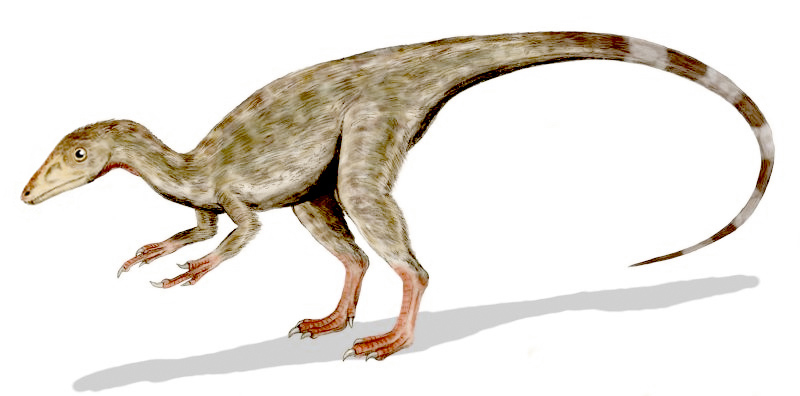
美頜龍的復原圖。一般認為美頜龍的體表可能覆有類似羽毛的結構。

有將近一個世紀的時間，美頜龍是唯一廣為人知的小型獸腳亞目恐龍。這令人將牠與始祖鳥產生比較，及產生美頜龍與鳥類之關係的討論。事實上，美頜龍使赫胥黎激起對鳥類起源的興趣，遠大於始祖鳥對他的影響。這兩種動物在體型、大小及比例上都有著相似性，所以兩個沒有羽毛的始祖鳥化石經常被誤會為美頜龍。很多其他的恐龍，包括恐爪龍、偷蛋龍及慢龍都曾被認為是鳥類的近親。
美頜龍的化石沒有保存羽毛、或類似羽毛的痕跡；相反地，同樣發現於德國地層的始祖鳥卻有羽毛痕跡。所以很多早期科學家都認為美頜龍是沒有羽毛的。但是，已知唯一的始祖鳥羽毛，是位在翅膀及尾巴上的較大羽毛，而被推測覆蓋身體的較短羽毛卻沒有被保存下來。馮·休尼指出德國美頜龍標本的下腹保存了化石化的皮膚，但奧斯特倫姆後來推翻這個論點。在2012年，Achim Reisdorf提出美頜龍下腹的皮膚痕跡，其實是屍蠟。在2006年，Karin Peyer宣稱在法國美頜龍標本的第13節尾椎處，發現鱗片皮膚痕跡，由小型瘤塊鱗片構成，類似侏羅獵龍的後肢、尾巴鱗片。
美頜龍的近親（如中華龍鳥、中華麗羽龍）的化石都覆蓋者構造簡易的絨羽，顯示美頜龍也可能有類似的原始絨羽。同屬於美頜龍科的侏羅獵龍，牠化石化的尾巴及後肢皮膚有鱗片皮膚，而近年在化石周圍發現疑似原始羽毛的可疑痕跡。所以美頜龍可能大部分身體覆蓋者鱗片，而其餘小部分則覆蓋者羽毛，不過侏羅獵龍是否屬於美頜龍科也遭到質疑。

### 病徵
在2001年，布魯斯·羅斯柴爾德（Bruce Rothschild）等人發表一份獸腳類恐龍的壓力性骨折研究。他們研究9個美頜龍的腳掌骨骼，沒有發現壓力性骨折的跡象。

## 分類

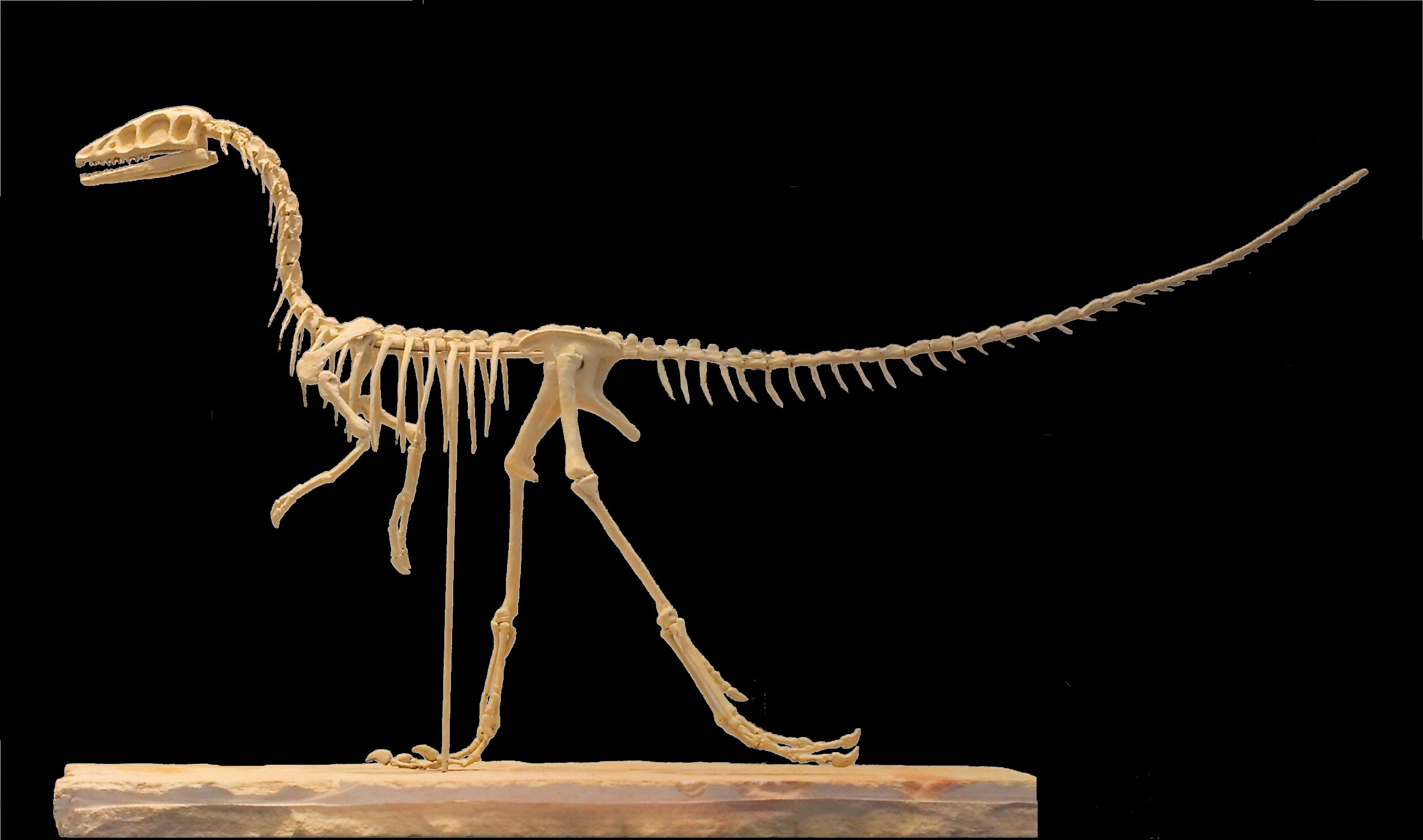
長足美頜龍的模型 - 慕尼黑

美頜龍科的名稱來自於美頜龍，這科目前包含大部份生存於晚侏羅紀至下白堊紀在中國、歐洲及南美洲的小型恐龍。許多年來，美頜龍是該科的唯一屬，直至近年古生物學家發現了幾個近親屬。該演化支包括極鱷龍、華夏頜龍、小坐骨龍、中華龍鳥，可能還有侏羅獵龍及棒爪龍。單爪龍曾一度被歸類於此科，但這已在1998年被否定了，而單爪龍與美頜龍科的相似性是趨同演化的後果。美頜龍及其近親在虛骨龍類中的演化位置不明。在2004年，獸腳類專家托馬斯・霍茲（Thomas Holtz Jr ）、拉弗·莫納兒（Ralph Molnar）、菲力·柯爾（Phil Currie）等人認為美頜龍科是最原始的虛骨龍類，而其他科學家認為該科是屬於手盜龍類。

## 大眾文化
美頜龍經常出現在兒童讀物中。長期以來，美頜龍因為牠們的體型小而著名；而在至少一個世紀之後，才發現、命名大部分的其他小型恐龍。
美頜龍曾出現在電影《侏儸紀公園：失落的世界》（The Lost World: Jurassic Park）、《侏儸紀公園III》（Jurassic Park III）以及《侏儸紀世界：隕落國度》中。在《侏儸紀公園：失落的世界》中，美頜龍被誤名為三疊美頜龍（Compsognathus triassicus），結合美頜龍的屬名以及原美頜龍的種名；原美頜龍是美頜龍的三疊紀遠親，出現在《侏儸紀公園》的原著小說。美頜龍通常在英文中被暱稱為「Compys」。牠們通常被敘述成小群體動物，這行為來自於《侏儸紀公園》的原著小說。但沒有科學證據顯示美頜龍與原美頜龍有這種社會行為。

## 外部連結
- 美頜龍的簡介 - DinoData （页面存档备份，存于）
- 恐龍博物館——美頜龍